# 鲁沃德尔蒙特
鲁沃德尔蒙特（義大利語：Ruvo del Monte），是意大利波坦察省的一个市镇。总面积32平方公里，人口1122人，人口密度35.1人/平方公里（2009年）。ISTAT代码为076072。